# Carlos Dux
Carlos Dux (1888-1964), fue un primer actor y chansonnier argentino que incursionó tanto en el cine mudo como en el sonoro.

## Carrera
Dux fue un primer actor del cine mudo y de la edad de oro del cine argentino, que con su talento cómico supo plasmar en la pantalla grande sus más interesantes personajes.
Debutó como extra en la segunda década del siglo XX, después de que la guerra arruinase su negocio de joyería. Le solían pagar diez pesos por "bolo"
Compartió escenas con grandes figuras pioneras del cine nacional argentino como Pepito Petray, Nedda Francy, Miguel Gómez Bao,  Felipe Farah, Eduardo Morera, Juan Siches de Alarcón, Elsa O'Connor, Elena Guido, Armando Barbe, Elsa Rey, Alicia Vignoli, Elena Bozán, Haydée Bozán, Lidia Liss, Mary Clay, Ángel Boyano, Julio Andrada  y Carlos Gardel, entre otros. También trabajó como guionista de la película Destinos de 1929, protagonizada por Felipe Farah, Eva Bettoni, Hilda Alsina y Antonio Ber Ciani.

En teatro  formó parte de un elenco estable cómico del Teatro Maipo durante la década de 1930.

## Filmografía
- 1922: Buenos Aires, ciudad de ensueño de José Ferreyra, como Demetrio, el poetastro.
- 1922: La muchacha del arrabal
- 1925: Muñecos de cera
- 1926: Bajo la mirada de Dios
- 1928: La borrachera del tango
- 1929: Las aventuras de Pancho Talero
- 1929: Destinos
- 1929: El poncho del olvido
- 1931: La vía de oro
- 1942: Así te quiero
- 1962: El televisor[4]

## Teatro
- 1932: Sonaste, 1932  y Buenos Aires esté seco, ambas con un elenco conformado por Rosita Contreras, Cleo Palumbo, Mary Lamas, Félix Mutarelli, Gladys Rizza, Pedro Quartucci y Héctor Quintanilla.[5]